# Macroglossum vacillans
Macroglossum vacillans är en fjärilsart som beskrevs av Walker 1864. Macroglossum vacillans ingår i släktet Macroglossum och familjen svärmare. Inga underarter finns listade i Catalogue of Life.